# Підсинівка
Підси́нівка — село в Україні, у Сереховичівській сільській громаді Ковельського району Волинської області. Населення становить 170 осіб.
4 вересня 2016 року митрополит Луцький і Волинський Михаїл у Підсинівці освятив храм Різдва Іоана Хрестителя.[джерело?]

## Географія
Селом протікає річка Турія. Поруч з селом розташований гідрологічний заказник місцевого значення Турський.

## Історія
У 1906 році село Велимецької волості Ковельського повіту Волинської губернії. Відстань від повітового міста 32 верст, від волості 4. Дворів 87, мешканців 366.

## Населення
Згідно з переписом УРСР 1989 року чисельність наявного населення села становила 192 особи, з яких 88 чоловіків та 104 жінки.
За переписом населення України 2001 року в селі мешкало 170 осіб.

### Мова
Розподіл населення за рідною мовою за даними перепису 2001 року:
| Мова       | Відсоток |
| ---------- | -------- |
| українська | 99,41 %  |
| російська  | 0,59 %   |